# Обыкновенная воробьиная овсянка
Обыкновенная воробьиная овсянка (лат. Spizella passerina) — вид небольших воробьиных птиц из семейства Passerellidae.

## Описание
У взрослой птицы на макушке головы ржавого цвета хохол, нижняя часть тела серого цвета, клюв тёмный. Коричневая спина с тёмными полосами, коричневые крылья с белыми полосами, хвост тонкий. Лицо серое с горизонтальной чёрной полосой, идущей через глаз.

## Распространение
Обыкновенная воробьиная овсянка распространена по всей Северной Америке. Первоначально её местообитанием были, вероятно, хвойные леса, но благодаря способности приспосабливаться к изменениям, связанным с деятельностью человека, птица открыла для себя новые местообитания. Сегодня она живёт в лесах, сельскохозяйственных угодьях, парках и пригородах Северной Америки. Зимой птица мигрирует в Мексику и в южные штаты США.

## Образ жизни
Птица ищет корм на земле или в низкорослом кустарнике. Иногда они ловят насекомых в полёте. Основной источник питания — это насекомые и семена. Вне периода гнездования птицы живут в стаях. Их пение — это простые трели. Свои гнёзда птицы строят, как правило, в кроне хвойных или лиственных деревьев, иногда также на земле.